# Strada statale 623 del Passo Brasa
La strada statale 623 del Passo Brasa (SS 623) è una strada statale italiana che attraversa i territori di due province emiliane, quella modenese e la città metropolitana di Bologna.  

## Storia
Nell'antichità, una strada romana, identificata con la Piccola Cassia, seguiva un percorso simile: secondo le ricostruzioni, essa, partendo da Modena si dirigeva verso Savignano sul Panaro (venendo forse a coincidere con la via Montanara che collega Sant'Eusebio a Vignola) e, dopo aver superato il Panaro con un ponte (i cui resti furono rinvenuti e descritti dallo storico Domenico Crespellani), seguiva il crinale tra Panaro e Samoggia e raggiungeva Zocca e Castel d'Aiano.

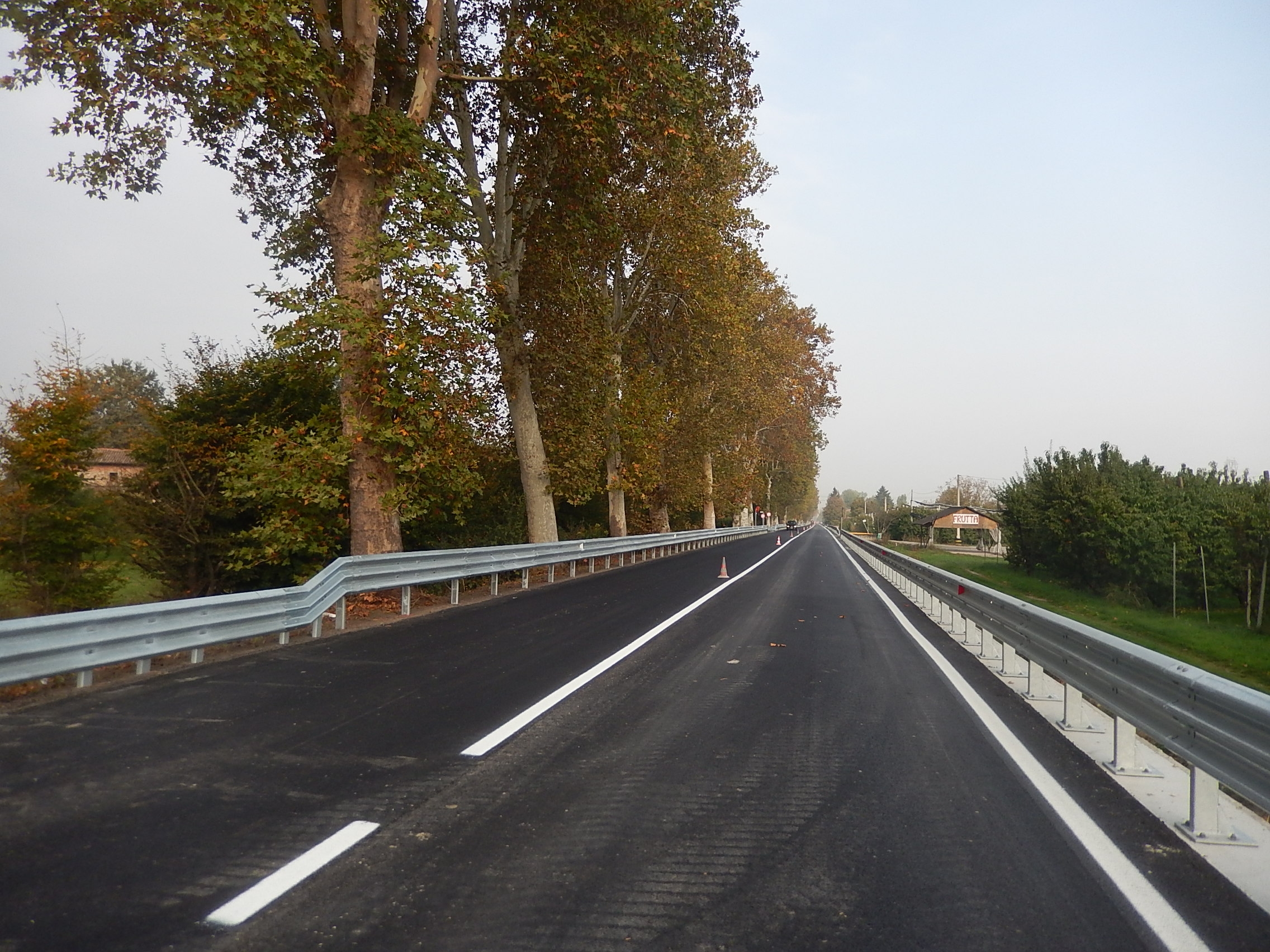
La SS 623 nei pressi di Spilamberto

Già contemplata nel piano generale delle strade aventi i requisiti di statale del 1959, è solo col decreto del Ministro dei lavori pubblici del 15 luglio 1971 che viene elevata a rango di statale (a meno del tratto Crociale-Silla già sotteso alla strada statale 324 del Passo delle Radici classificata precedentemente) con i seguenti capisaldi d'itinerario: "Innesto strada statale n. 9 a Modena - San Damaso - Spilamberto - Vignola - Zocca - Castel d'Aiano - innesto strada statale n. 324 in località Crociale".
In seguito al decreto legislativo n. 112 del 1998, dal 2001, la gestione è passata dall'ANAS alla Regione Emilia-Romagna che ha provveduto al trasferimento dell'infrastruttura al demanio della Provincia di Modena e della Provincia di Bologna per le tratte territorialmente competenti.
Dal 07/04/2021 la strada è stata riconsegnata per intero ad ANAS, in attuazione del DPCM 21/11/2019 (piano "Rientro strade - seconda tranche").

## Percorso
La strada ha origine nella città di Modena da cui si allontana in direzione sud-est, costeggiando il fiume Panaro e arrivando a toccare i centri di Spilamberto e Vignola (dove si sovrappone alla strada statale 569 di Vignola). L'arteria poi supera il fiume e prosegue in direzione sud, attraverso il territorio comunale di Savignano sul Panaro (le frazioni Formica, Garofano e Torre) per raggiungere i centri dell'Appennino Tosco-Emiliano, Guiglia e Zocca. Entra quindi nella provincia bolognese, tocca Castel d'Aiano e il passo Brasa, dal quale scende verso Gaggio Montano, terminando il suo percorso innestandosi sulla ex strada statale 324 del Passo delle Radici.